# 藤田直廣
藤田 直廣（ふじた なおひろ、Naohiro Fujita、1948年4月2日 - ）は、広島県出身の元レーシングドライバー。1970年代から1983年まで富士グランチャンピオンレースや全日本F2選手権に参戦、フォーミュラ・パシフィック、グループCなど多くのカテゴリーで活躍した。名車ポルシェ・956に最初に乗った日本人レーサーでもある。1981年富士グランチャンピオンレースチャンピオン。

## 経歴
1968年レースデビュー、富士フレッシュマン第9戦と第11戦でクラス優勝（トヨタ・1600GT）。1969年の日本グランプリ前座レースではトヨタ1600GTでクラス優勝する。以後トヨタのセミワークスドライバーとして活躍。富士グランチャンピオンレース併催のツーリングカークラスに参戦し、1971年、富士グラン300マイルレースにトヨタ・カローラクーペで参戦し優勝。1972年富士ビクトリー200キロレースでは、トヨタ・セリカ1600GTで優勝。このTSレースでは中野雅晴、鈴木恵一、佐藤文康、高橋晴邦、鈴木誠一、高橋健二らと競い、腕を磨く。
1974年、7月に開催された鈴鹿1000kmのクラス2にセリカ1600GTで佐藤文康と組んで参戦し、クラス優勝。富士GCシリーズ「マスターズ250kmレース」でシェブロン・B23 BMWを駆り3位入賞と好成績を続けたことにより、国内トップフォーミュラである全日本F2000 (全日本F2の前身)最終戦で国産初F2000マシンNOVA-02のドライバーを務める（練習走行でクラッシュし公式予選と決勝はDNS）。翌1975年はF2000へのフル参戦を開始する。
1976年に鈴鹿サーキットで富士グランチャンピオンレースと同規格のビッグ・レースが企画され、藤田だけでなく他のトップレーサーたちも参戦予定だったが富士スピードウェイのオーガナイザー側が「鈴鹿に出場したレーサーは以後富士GCへ出場させない」と反発。このため藤田は参戦を止め、鈴鹿に参戦する代役が必要となり、エンジンチューナーの松浦賢が前年FL500での走りを注目していた中嶋悟を推薦。中嶋が初めて本格的な2000ccレーシングカーに乗るきっかけとなった。また、同年にはGCのレーシングカーに車両保険が掛けられるよう保険会社と交渉し、全GCカーに保険が掛けられたが、この際保険会社側と交渉に当たったひとりが藤田であった。
1978年、鈴鹿ダイヤモンド500kmレースでシェヴロン・B36 BMWを鮒子田寛とのコンビでドライブ、チームとしてポール・トゥ・フィニッシュで優勝を飾る。
1981年、全日本F2第2戦鈴鹿でトップフォーミュラ参戦7年目にしてF2初優勝を挙げ、年間ランキング3位を獲得。同年は富士GCでもシリーズチャンピオンを獲得し、佐藤文康、小笹哲嗣とのチームで鈴鹿1000km優勝、11月のマカオグランプリにマーチ・トヨタ（フォーミュラ・パシフィック）で参戦し2位表彰台に立つなどキャリアハイの活躍をみせた。
1983年シーズン、全日本スポーツプロトタイプカー耐久選手権および富士ロングディスタンスシリーズでTRUSTポルシェ・956を駆り5戦中4勝を挙げ、全日本F2でも表彰台に立つなど衰えを見せていない中で「35歳でやめる」という自らのポリシーを貫き現役を引退。
現役引退後は自らのチーム『ナウ モータースポーツ（NOW MOTOR SPORTS）』を主宰し、全日本F3選手権やフォーミュラ・トヨタに参戦し後進の育成に注力、JAF（日本自動車連盟）主催の地元・広島や中国地域で開催されるジムカーナ大会の審査委員長などを歴任。1994年からTIサーキット英田（現・岡山国際サーキット）で新たに開催されるようになったF1パシフィック・グランプリではグランプリ競技長としてレース運営を指揮した。
2011年は全日本F3選手権に参戦するハナシマレーシングの監督を務めた。
JAF中国地域クラブ協議会（JMRC中国）の運営委員長を2013年度まで務め、2020年代以後も岡山国際サーキットの競技審査委員長や大会役員を務める。

## レース戦績

### FJ1300
| 年     | 所属チーム        | 車番 | 1   | 2   | 3   | 4   | 5   | 6     | 7   | 8   | 順位 | ポイント |
| ------ | ----------------- | ---- | --- | --- | --- | --- | --- | ----- | --- | --- | ---- | -------- |
| 1974年 | テラニシ GRD・372 | 3    | SUZ | SUZ | SUZ | FSW | FSW | NIS 5 | SUZ | SUZ | -    | -        |

### 全日本F2000選手権/全日本F2選手権
| 年     | 所属チーム                        | 車番 | 1       | 2       | 3       | 4       | 5       | 6     | 7       | 8       | 順位 | ポイント |
| ------ | --------------------------------- | ---- | ------- | ------- | ------- | ------- | ------- | ----- | ------- | ------- | ---- | -------- |
| 1974年 | チーム・フェニックス              | 88   | SUZ     | SUZ     | SUZ     | SUZ DNS |         |       |         |         | -    | 0        |
| 1975年 | エンケイ フェニックス ノバ02      | 88   | FSW 8   | SUZ 5   | FSW 4   | SUZ 4   | SUZ Ret |       |         |         | 6位  | 27       |
| 1976年 | キャセイパシフィック NOVA         | 88   | FSW Ret | SUZ 2   | FSW Ret | SUZ 4   | SUZ 2   |       |         |         | 3位  | 42       |
| 1977年 | キャセイパシフィック NOVA02 / 512 | 88   | SUZ 11  | SUZ 12  | NIS     | SUZ 9   | FSW 12  | FSW   | SUZ Ret | SUZ Ret | 18位 | 2        |
| 1978年 | シェブロンB40 BMW                 | 9    | SUZ     | FSW     | SUZ     | SUZ 4   | SUZ     | NIS   | SUZ     |         | 12位 | 10       |
| 1979年 | NIKKOセミデラコン                 | 7    | SUZ 5   | NIS 6   | SUZ Ret | FSW Ret | SUZ     | SUZ   | SUZ 6   |         | 10位 | 18       |
| 1980年 | 佐川急便 スピードスターレーシング | 5    | SUZ Ret | NIS Ret | SUZ 9   | SUZ 2   | C       | SUZ 3 | SUZ 7   |         | 5位  | 37       |
| 1981年 | 佐川急便 東京堂スピードスター     | 5    | SUZ 6   | SUZ 1   | SUZ 5   | SUZ 5   | SUZ Ret |       |         |         | 3位  | 42       |
| 1982年 | 佐川急便 スピードスターレーシング | 5    | SUZ 5   | FSW 2   | SUZ 10  | SUZ 7   | SUZ Ret | SUZ 5 |         |         | 5位  | 35 (36)  |
| 1983年 | 佐川急便 スピードスターレーシング | 5    | SUZ Ret | FSW 3   | NIS 4   | SUZ 9   | SUZ Ret | FSW 5 | SUZ 8   | SUZ 5   | 7位  | 41       |

### 全日本フォーミュラ・パシフィック選手権
| 年     | 所属チーム                  | 1   | 2   | 3   | 4   | 5     | 6     | 7   | 8     | 9     | 10  | 11  | 順位 | ポイント |
| ------ | --------------------------- | --- | --- | --- | --- | ----- | ----- | --- | ----- | ----- | --- | --- | ---- | -------- |
| 1979年 | シェブロン トヨタ           | TSU | TSU | FSW | TSU | TSU   | SUZ 3 |     |       |       |     |     | 位   |          |
| 1980年 | スピードスターロンシャンXR4 | SUZ | TSU | FSW | TSU | TSU 2 | TSU   | SUG | SUZ 5 |       |     |     | 位   |          |
| 1981年 | スターフォーミュラ81トヨタ  | TSU | NIS | FSW | TSU | TSU   | TSU   | SUZ | SUG   | SUZ 6 |     |     | 位   |          |
| 1982年 | ベッセル 221P               | TSU | NIS | SUG | TSU | TSU   | TSU   | FSW | SUZ   | SUG 3 | NIS | SUZ | 位   |          |

### マカオグランプリ
| 年     | チーム                   | シャーシー/エンジン      | 予選 | レース1 | レース2 | 総合順位 |
| ------ | ------------------------ | ------------------------ | ---- | ------- | ------- | -------- |
| 1981年 | スピードスターレーシング | マーチ・81A トヨタ・220P | 6位  |         |         | 2位      |

### 全日本耐久選手権
| 年     | 所属チーム | コドライバー       | 使用車両      | クラス | 1     | 2     | 3     | 順位 | ポイント |
| ------ | ---------- | ------------------ | ------------- | ------ | ----- | ----- | ----- | ---- | -------- |
| 1983年 | トラスト   | ヴァーン・シュパン | ポルシェ・956 | C      | SUZ 1 | SUZ 1 | FSW 3 | 1位  |          |